# CURL
cURL是一个开源项目，主要的产品是curl（命令行工具）和libcurl（C语言的API库），两者功能均是：基于网络协议，对指定URL进行网络传输。
cURL只涉及网络传输，不涉及对具体数据的具体处理（如：html的渲染等）。

## 歷史
cURL最先於1997年釋出，當時的專案名稱是 httpget，之後改為 urlget 。

## 组件

### libcurl
libcurl是一个客户端URL传输库，支持cookie、DICT、FTP、FTPS、Gopher、HTTP（包括HTTP/2、HTTP/3）、HTTP代理、HTTPS、IMAP、Kerberos、LDAP、MQTT、POP3、RTSP、RTMP、SCP、SMTP 和SMB。该库支持文件URI方案、SFTP、Telnet、TFTP、文件传输恢复、FTP 上传、基于 HTTP 表单的上传、HTTPS 证书、LDAPS、代理和用户增强密码身份验证。
libcurl 库支持GnuTLS、mbed TLS、NSS、IBM i 上的 GSKit、Windows 上的 SSPI、macOS 和 iOS 上的 Secure Transport、OpenSSL、BoringSSL、LibreSSL、AmiSSL、wolfSSL、BearSSL 和 Rustls 的 SSL/TLS。

### curl
curl是一个用于获取和发送数据的命令行工具，使用URL语法。curl提供了一个libcurl的接口，它支持所有libcurl支持的协议。

#### 例子
简单模式：
```
$ 
curl
 
http://example.com

```

详细（verbose）模式：
```
$ 
curl
 
--verbose
 
http://example.com

$ 
curl
 
-v
 
http://example.com

```

下载（output）：
```
$ 
curl
 
--output
 
output.html
 
http://example.com/

$ 
curl
 
-o
 
output.html
 
http://example.com/

```

重定向：（curl默认不会重定向）
```
$ 
curl
 
--location
 
http://example.com/

$ 
curl
 
-L
 
http://example.com/

```